# Räfsarsjön
Räfsarsjön är en sjö i Härnösands kommun i Ångermanland och ingår i Ångermanälven-Gådeåns kustområde. Sjön har en area på 0,103 kvadratkilometer och ligger 32 meter över havet.

## Delavrinningsområde
Räfsarsjön ingår i det delavrinningsområde (695788-161756) som SMHI kallar för Rinner till S Höga kustens kustvatten. Medelhöjden är 74 meter över havet och ytan är 20,48 kvadratkilometer. Det finns inga avrinningsområden uppströms utan avrinningsområdet är högsta punkten. Avrinningsområdets utflöde mynnar i havet, utan att ha någon enskild mynningsplats.